# GT6
GT6 — немецкий односторонний шестиосный сочленённый высокопольный трамвайный вагон, производства компаний Düsseldorfer Waggonfabrik (DUEWAG), MAN и Lohner.

## История

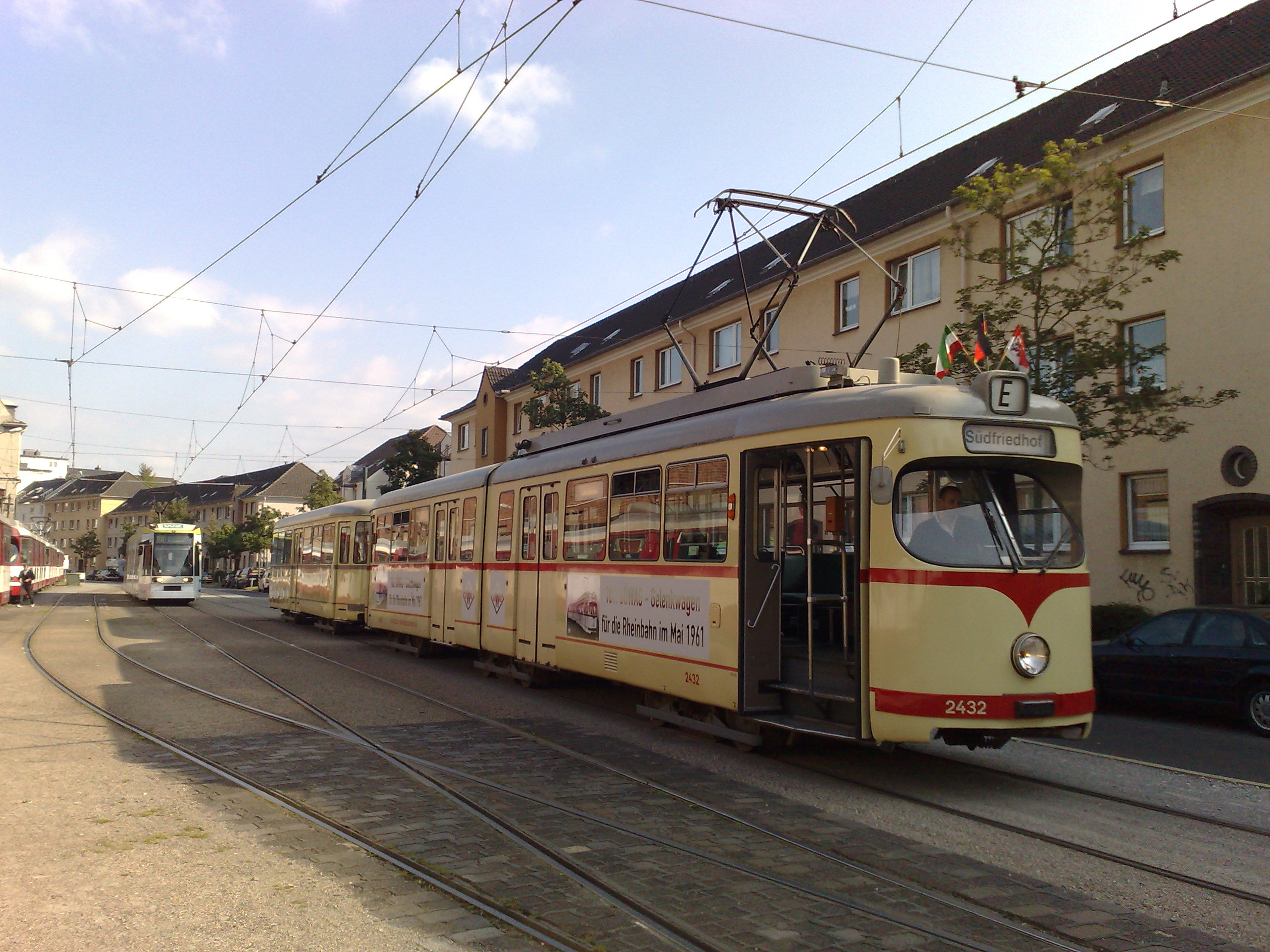
GT6 в Дюссельдорфе на линии

Первые вагоны GT6 появились в Дюссельдорфе в 1956 году. Затем началась их эксплуатация в других городах Германии и в других государствах. В западноевропейских странах большинство GT6 выведены из эксплуатации в 90-х годах XX века и заменены на современные низкопольные аналоги. Часть из них тогда попала в Польшу, дополнив трамвайный подвижный состав в Эльблонге, Грудзёндзе, Лодзи, Кракове, Познане и Щецине. В Польше некоторые вагоны подверглись небольшим переработкам в зависимости от надобности перевозчика (в том числе установлены новые указатели, сидения и освещение, выделены места для инвалидных колясок).

## Конструкция
GT6 — односторонний моторный, шестиосный (отсюда цифра шесть в названии) вагон длиной в 20 метров. Вагон состоит из двух секций, соединённых одним узлом сочленения, и имеет 3—4 двери. Ведущими у GT6 являются первая и последняя тележки. У вагона два тяговых двигателя, и три системы тормозов: рельсовый, электрический (стояночный) и ручной тормоз. Слева по ходу движения вагона расположены спаренные сидения, а справа — одиночные. Вагон может эксплуатироваться с прицепами типа Б4. Кроме обычной версии, рассчитанной на колею 1435 мм, существует версия с колеёй 1000 мм.

## Эксплуатация

### Эксплуатация в Хорватии

#### GT6 в Загребе
Эти трамваи куплены как временное решение проблемы трамвайного парка Загреба, потому что не было достаточного количества денег на покупку новых транспортных средств взамен выбывавших из эксплуатации в 1990-х годах. Все вагоны привезены из Маннгейма.
Весной 2009 года самый старый GT6 выведен из эксплуатации, а 5 более новых GT6 и сегодня эксплуатируются. Вагоны GТ6 из более поздней партии получили прозвище «Genšer».

#### GT6 в Осиек
В 2009 года город Осиек купил 5 возов GT6, снятых с линий Загреба.

### Эксплуатация в Польше
| Перевозчик           | Количество вагонов |
| -------------------- | ------------------ |
| ZKM Elbląg           | 15                 |
| MPK Kraków           | 29                 |
| Tramwaje Podmiejskie | 2                  |
| MPK Poznań           | 8                  |
| MZK Grudziądz        | 6                  |
| MKT Łódź             | 5                  |

#### GT6 в Грудзёндзе
В 1997 году прибыли 2 односторонних вагона GT6 из Мангейма. В 1998—2000 годах закуплены ещё 6 двусторонних GT6 (4 из них ранее переделанных в односторонние) из Вюрцбурга. Все вагоны изготовлены фирмой DUEWAG в 1962—1964.
В 2010 года решено продать 6 вагонов (2 из них сняты с продажи) по причине приобретения в «MZK Grudziądz» более новых вагонов — GT8 из Крефельда. На торгах новым покупателем стала компания «Tramwaje Podmiejskie». Транспортировка вагонов к новому владельцу производилась с августа по 18 декабря 2010 года.

#### GT6 в Эльблонге

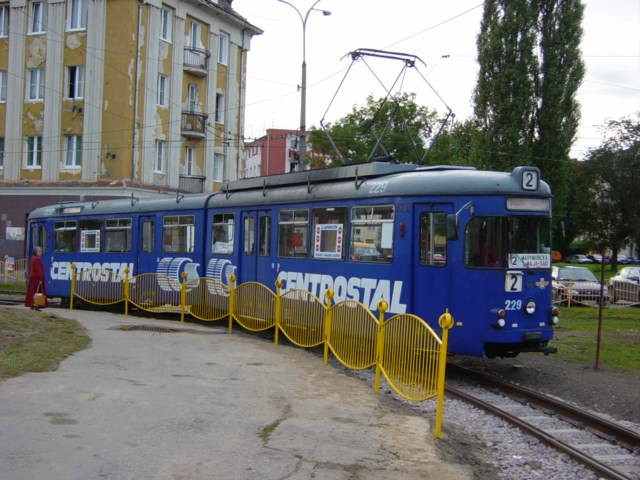
Вагон GT6 в Эльблонге на аллее Конституции

В 1996 году в Эльблонг переведено 19 вагонов GT6 из немецкого Майнца. В Германии они эксплуатировались в 1958—1965 годах. 7 этих вагонов (#237, #238, #241—#245) односторонние, а 12 (#221—#225, #227, #228—#230, #232—#235) в двусторонней версии. GT6 постепенно выводятся из эксплуатации: в 2004 году списаны #232, в 2007 #227, в 2008 #241 и #242.

#### GT6 в Кракове

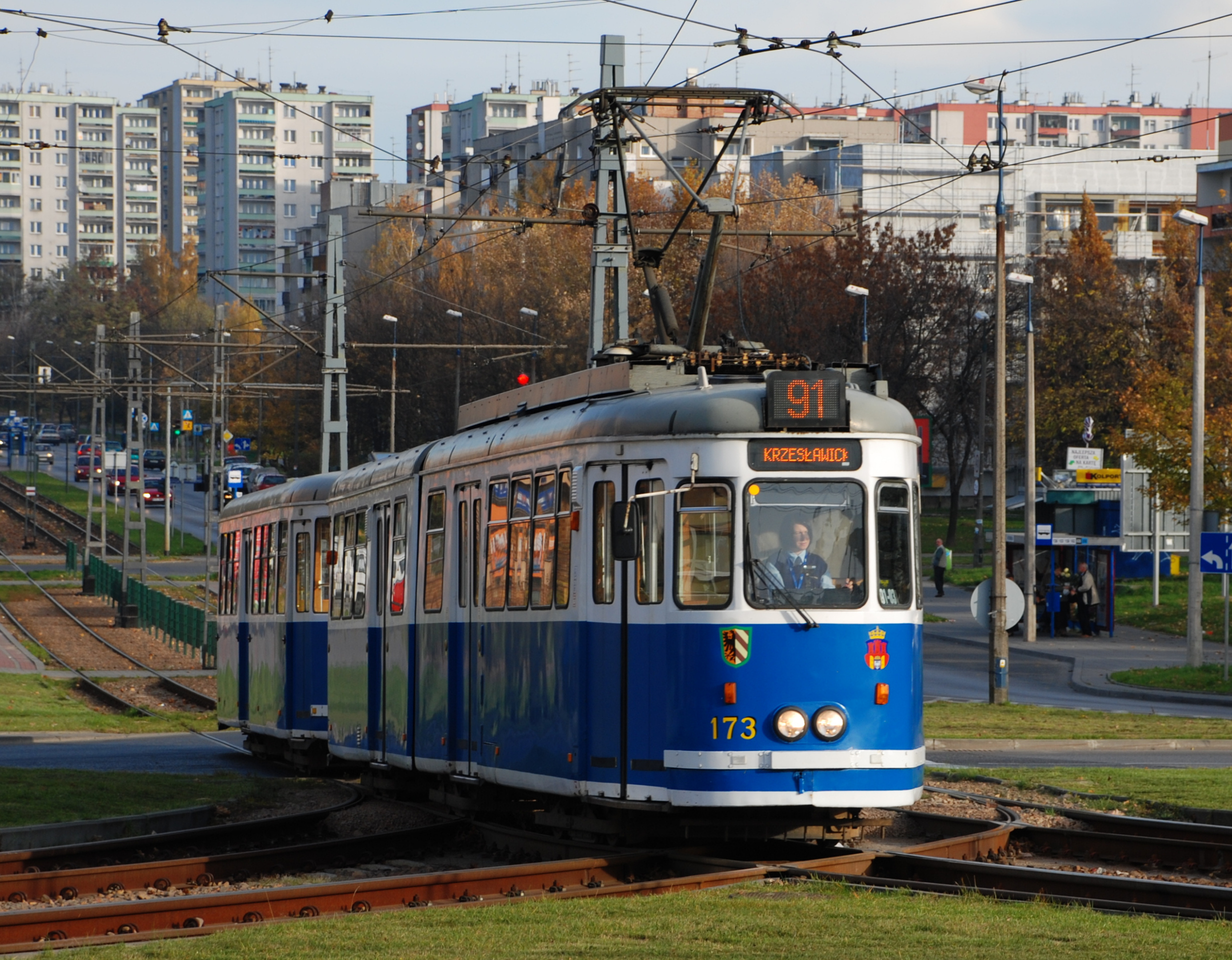
MAN GT6 с прицепом MAN B4 в Кракове

В первый раз GT6 приехали в Краков в 1994 году из Нюрнберга. Сейчас в Кракове осталось 29 вагонов этого типа. Они располагаются в депо Новая Хута (14 штук) и Предгорье (15 штук). От названия города, из которого трамваи прибыли, в Кракове GT6 часто называют Нюнбергцами (пол. Norymbergi).

#### GT6 в Лодзи
В 1990 году привезли до Лодзь 8 искусственных вагонов GТ6, в предыдущий раз взятых обратно из эксплуатации в немецком Билефельде. Все попали в депо «Брус» (#4040, #4041, #4042, #4043, #4044, #4045, #4046, #4047). После деления ГПТ Лодзь попали в компанию «Пригородные Трамваи» (#40, #41, #42, #43, #44, #45, #46, #47). На сегодня осталось только 2 вагона этого типа — #42, #47. Вагон # 42 после дорожного случая покрашен в граффити, теперь после ремонта покрашен в новые бело-зелёные цвета. Вагон # 47 из ремонта также получил бело-зелёные цвета с апельсиновым декоративным поясом. Очередные GT6 (# 123, # 147 экс Людвигсхафэн) появились под конец 2008 г. на линии «46», обслуживающей трассу Лудь-Озоркув, и на линии «46А», будущим вариантом, сокращенным в Хэленувка, и следующее (#38, #40, #72 все экс Иннсбруцк, у чего первое два эксэкс Белефэльд) соответственно 19.08.2009, 22.08.2009 и последний производства фирмы Lohner 8.07.2009 (теперь отставленный). От августа 2010 года до декабря в Лодзь привозили взятые обратно с Грудзёндза вагоны GT6. Последний прибыл 18 декабря 2010 года.

#### GT6 в Познани

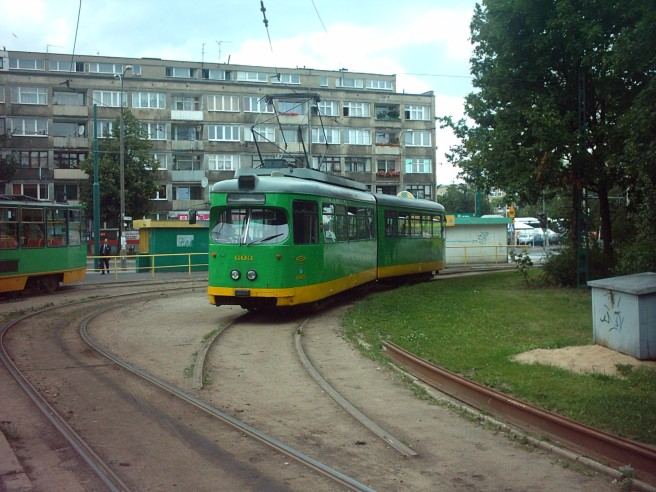
GT6 в Познани

В 1996—2000 годах в Познань прибыло 5 (#600, #601, #602, #610 и #615) GT6 из Дюссельдорфа, которые построены в 1957—1965 годах и модернизированы в 70-х годах. Кроме того, начиная с 1997 года, куплено 14 вагонов GT6 1959—1963 годов выпуска. Ранее они эксплуатировались в немецком Франкфурте-на-Майне. Все познанские GT6 сошли с конвейера предприятия Duewag. Они эксплуатируются на маршрутах 7, 9, 11 и 18, которые обслуживает депо S-2, расположенное на улице Мадалиньскего. Познань, в отличие от других больших польских городов, не использует прицепы MAN B4 для трамваев GT6. Роль таких исполняют трамваи GT8.
Состояние вагонов GT6 из Франкфурта-на-Майне:
- 4 вагона (№2603, №2608, №2616 и №2617) используются как служебные;
- 4 вагона списаны (№604, №606, №609 и №611);
- 1 вагон оставлен в музей (№613);
- 5 вагонов активно работают на линии (№605, №606, №607, №612 и №614).

Состояние вагонов GT6 из Дюссельдорфа:
- №600 списан после аварии;
- остальные 4 вагона работают на линии.

#### GT6 в Щецине
Первые трамваи GT6 прибыли в Щецин в феврале 1996 года из Дюссельдорфа в количестве 33 штук. Их появление позволило отказаться от эксплуатации устаревших вагонов N, ND, 4N и 4ND. Перед тем как выйти на линию, прибывшие вагоны были немного усовершенствованы (в том числе появилась отдельная кабина водителя, заменены осветительные приборы). Последние GT6 покинули щецинские линии 31 марта 2009 года. Сейчас в Щецине осталось три экземпляра GT6: два служебных вагона и один музейный.
Вместе с GT6 в городе было 11 вагонов-прицепов MAN B4, прибывших из Дюссельдорфа и Франкфурта-на-Майне. После вывода из эксплуатации GT6 сохранено два MAN B4.

### GT6 в Германии

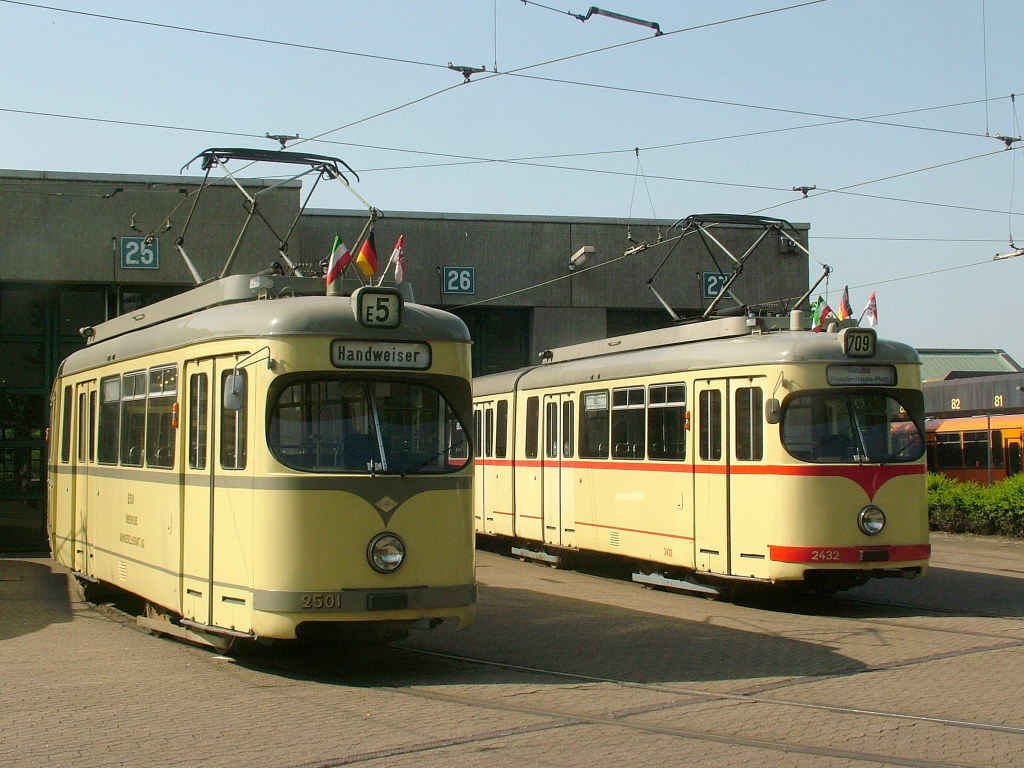
GT6 в Дюссельдорфском депо